# La Hormiga de Oro
La Hormiga de Oro fou una revista en castellà publicada entre 1884 i 1936 a Barcelona.

## Història
Va ser fundada per Lluís Maria de Llauder i era d'ideología carlista i catòlica.
Segons Hibbs-Lissorgues, la revista «presenta[va] gravats variats de qualitat molt acurada». Va sorgir com una alternativa catòlica a la premsa il·lustrada de l'època. Una de les preocupacions de la revista va ser el «perill maçònic», així com denunciar «catòlics tebis». Hi van intervenir il·lustradors com ara Joaquín Xaudaró (1872-1933) o Pacià Ross (-1916) i gravadors com Ramon Ribas (1850-1924) o Celestí Sadurní i Deop (1830-1896).
L'any 1935 apareixia com a director de la revista, anomenada Ilustración Católica (La Hormiga de Oro), Lluís Carles Viada i Lluch, que va ser el darrer abans de la desaparició de la publicació l'any següent després de la sublevació del 18 de juliol.
La Hormiga de Oro formava part d'una empresa homònima, que reunia a més de la pròpia revista, una llibreria i una impremta, ubicades inicialment a la casa familiar del carrer d'Hèrcules (vegeu casa Llauder).

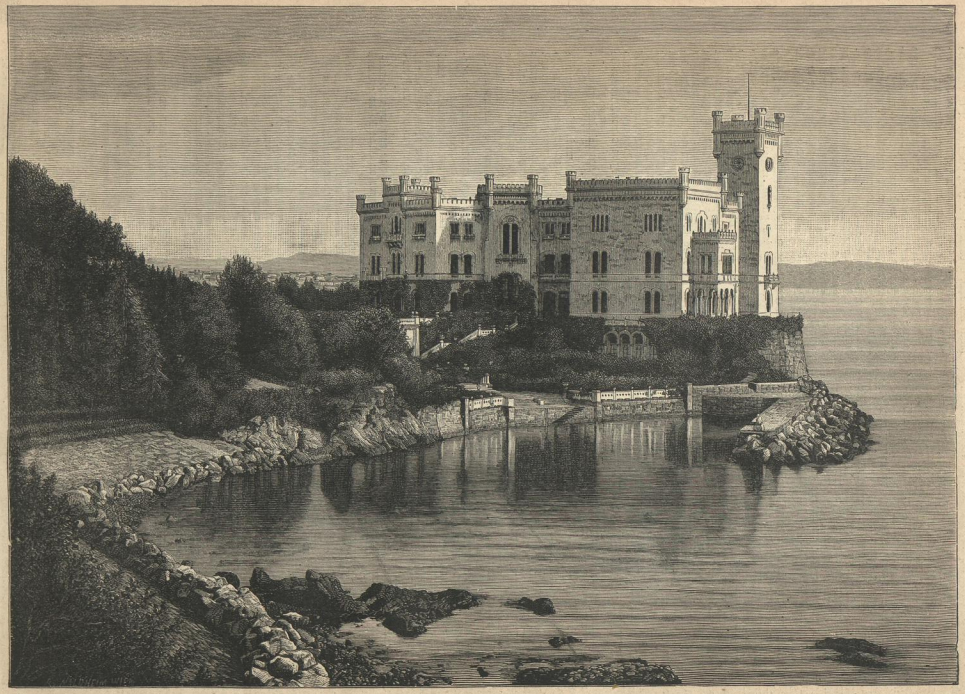
Castell de Miramar, 1884

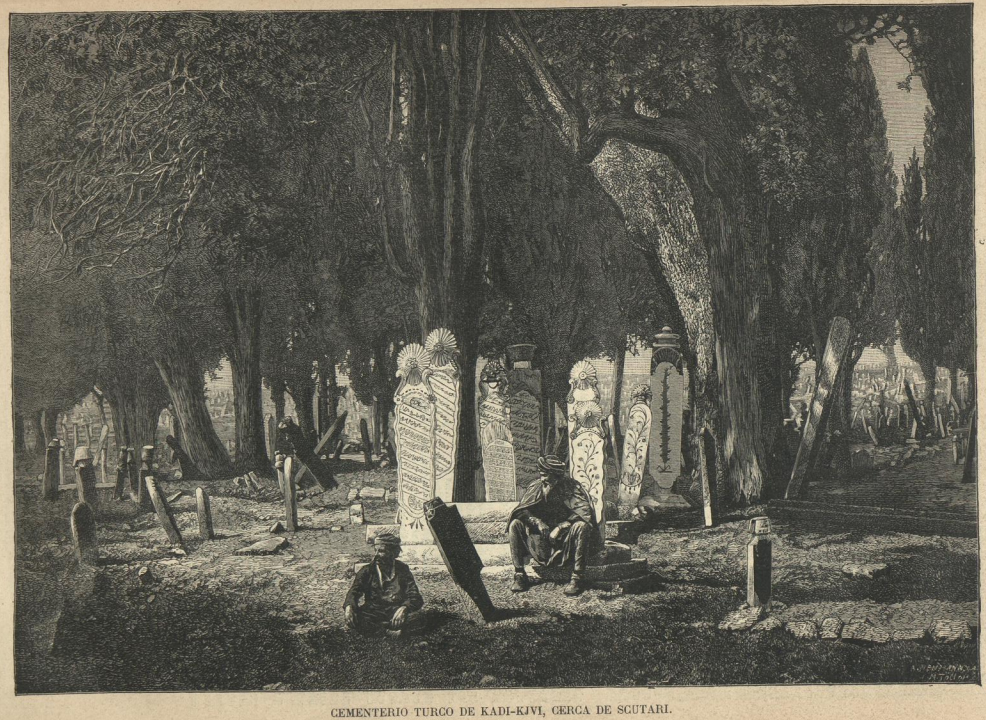
Cementiri turc de Kadi-Kjvi, a prop de Scutari